# Toma de Squillace
La toma de Squillace fue una de las batallas de la guerra de las vísperas sicilianas.

## Antecedentes
Artículo principal: Tratado de Anagni
La muerte de Alfonso el Franco en 1291 dio origen, cuatro años más tarde, a un nuevo gran conflicto entre la corona de Aragón y el reino de Sicilia, pues Jaime II el Justo fue proclamado conde rey de la Corona de Aragón y delegó el reino de Sicilia en su hermano menor, Federico II de Sicilia.
La paz de Anagni se firmó en 1295, y en ella Jaime el Justo cedía el Reino de Sicilia a los Estados Pontificios, y recibía del papa en compensación 12 000 libras tornesas y probablemente la promesa de infeudación de Córcega y Cerdeña. La boda de Jaime el Justo con Blanca de Nápoles, hija de Carlos II de Anjou, y el regreso de los tres hijos que Carlos II de Anjou había tenido que dejar como rehenes en Cataluña a cambio de su libertad en 1288 alteraron radicalmente la situación, pues los sicilianos se consideraron desligados de la fidelidad debida a Jaime II de Mallorca. En el mismo documento, Carlos de Valois renunciaba a la corona de Aragón, y Jaime II devolvía Baleares a Jaime II de Mallorca, al que habían sido confiscadas por Alfonso el Franco.
Federico II de Sicilia contó con el apoyo de muchos dignatarios catalanes de Sicilia, y fue investido por el parlamento siciliano el 11 de diciembre de 1295 y coronado rey de Sicilia el 25 de mayo de 1296, nombrando el cargo de virrey y de capitán general de Sicilia a Guillem Galceran de Cartellà y capitán general de Calabria a Blasco de Alagón el Viejo, e iniciando una ofensiva en Calabria.

## La toma
Tras dos meses de sitio, Giovanni Monforte, el conde de Squillace pudo huir, y el castillo fue tomado.

## Consecuencias
Las disensiones entre Guillem Galceran de Cartellà y Roger de Lauria se hicieron insalvables. Roger pasó a Calabria, y los castillos que Lauria poseía en la isla, fueron rodeados y vencidos. Lauria intentó levantar Calabria contra Federico II de Sicilia, pero fracasó al ser derrotado por el gobernador Blasco de Alagón el Viejo en la batalla de Catanzaro.

### Citas
1. ↑  «Crònica de Ramon Muntaner» (en catalán). Consultado el 18 de marzo de 2014. «Viquitexts».
2. ↑  RHODIO, Guido (1993). «SQUILLACE E IL COMPRENSORIO». Vivarium Scyllacense (en italiano). Archivado desde el original el 18 de marzo de 2014. Consultado el 18 de marzo de 2014.
3. ↑  Canal, Josep (1998). «Guillem Galceran de Cartellà (1230-1306). El comte "desperta ferro"». Remences.com (en catalán). Archivado desde el original el 24 de septiembre de 2015. Consultado el 18 de marzo de 2014.